# Strategic Arms Reduction Treaty

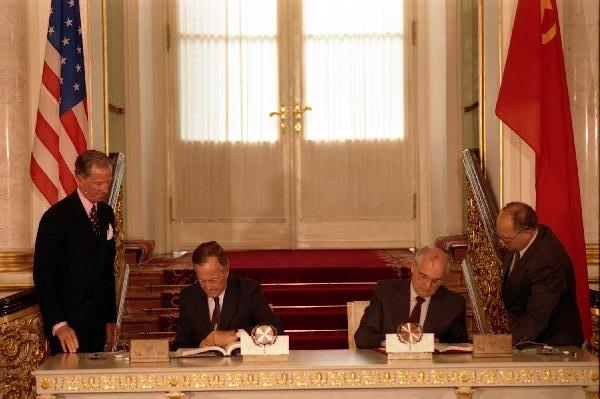
Ondertekening van START door George Bush en Michail Gorbatsjov, 1991

Strategic Arms Reduction Treaty (START), Verdrag voor Vermindering van Strategische nucleaire wapens, (Russisch: Договор об ограничении стратегических наступательных вооружений (СНВ-1)) waren twee overeenkomsten tussen de Verenigde Staten en de Sovjet-Unie over gezamenlijke stapsgewijze vermindering van atomaire wapens. Het verdrag liep af op 5 december 2009 en werd opgevolgd door het New START-verdrag dat werd ondertekend in 2010 en in werking trad op 5 februari 2011.

## START I
START I werd oorspronkelijk in 1982 door de Amerikaanse president Ronald Reagan begonnen en werd op 31 juli 1991, vijf maanden voor het uiteenvallen van de Sovjet-Unie door zijn opvolger George H.W. Bush en Michail Gorbatsjov ondertekend. De overeenkomst vermindert het aantal raketten en atoomkoppen van beide kanten. Na het uiteenvallen van de Sovjet-Unie gelden de regels uit het verdrag voor de VS, Rusland, Wit-Rusland, Kazachstan en Oekraïne. De laatste drie hebben hun kernwapens in het geheel afgestaan.
Nadat aan het begin van de jaren negentig een nieuwe overeenkomst, START II werd gesloten, werd START bekend als START I.

## START II
START II werd op 3 januari 1993 door George H. W. Bush en Boris Jeltsin ondertekend. De opvolger van START I eiste de stopzetting van alle op het land aanwezige MIRVs (raketten die meerdere kernkoppen bevatten).
Het historische verdrag begon op 17 juni 1992 met de zogenaamde Joint Understanding. De officiële ondertekening door de presidenten vond op 3 januari 1993 plaats. De ratificatie door de Amerikaanse Senaat gebeurde op 26 januari 1996 met een meerderheid van 87 tegen 4 stemmen. De Russische Doema stelde de stemming echter meerdere malen uit uit protest tegen de Amerikaanse militaire acties in Irak en Kosovo en om de uitbreiding van de NAVO tegen te gaan.
In de loop van de jaren werd de overeenkomst minder relevant en beide kanten verloren hun interesse. Het belangrijkste punt voor de VS was op dat moment verandering van het ABM-verdrag dat een verdedigingssysteem met raketten verbood; Rusland was het hier echter duidelijk niet mee eens. Op 14 april 2000 werd START II door de Doema op symbolische wijze geratificeerd in een poging ervoor te zorgen dat de VS het ABM-verdrag zou handhaven. Dit was echter niet het geval en een dag nadat de VS zich terugtrok uit het ABM-verdrag gaf Rusland aan zich niet meer te zullen houden aan START II.
Als vervolg op START II werd het SORT-verdrag gesloten door George W. Bush en Vladimir Poetin bij een ontmoeting in november 2001 en ondertekend op de Moskouse ontmoeting op 24 mei 2002. Beide zijden verklaarden bereid te zijn het aantal kernkoppen omlaag te brengen.